# Ipomoea grantii
Ipomoea grantii är en vindeväxtart som beskrevs av Oliver. Ipomoea grantii ingår i släktet praktvindor, och familjen vindeväxter. Inga underarter finns listade i Catalogue of Life.